# Norrbotten
Norrbotten (Norbothnia)Norrbotten là một trong những tỉnh truyền thống của Thụy Điển (landskap).
Cũng giống như các tỉnh của Thuỵ Điển hiện nay không còn chức năng hành chính. 
Tỉnh Norrbotten toạ lạc ở phía bắc Thụy Điển. Phía nam giáp với Västerbotten, phía tây giáp Lapland Thụy Điển, và đông là Phần Lan.
Khi biên giới quốc gia mới Phần Lan thuộc Nga đã được vẽ ra, hạt Norrbotten đã được lập vào năm 1810 bao gồm các phần phía bắc của Lappland và Västerbotten. Sau đó, phía Bắc đã từng bước phát triển và thành tỉnh Västerbotten riêng.
Trong thời Trung cổ, Norrbotten về cơ bản là terra nullius. Khu vực này có dân Sami định cư thưa thớt, họ là những người sống về câu cá, săn bắn và chăn thả tuần lộc. Từ thời Trung Cổ và về sau, các vị vua Thụy Điển đã cố gắng để xâm chiếm và truyền bá Cơ đốc vào khu vực này. Người định cư từ Phần Lan, quan trọng nhất trong số đó là người Birkarl, đã kiểm soát việc buôn bán và thậm chí thuế trên địa bàn dài vào thế kỷ 16. Từ giữa thế kỷ 16, vùng này đã được thắt chặt hơn về phía Thụy Điển. Một dấu hiệu quan trọng của kiểm soát của Thụy Điển đôi với khu vực này là việc xây dựng nhà thờ bằng đã lớn Nederluleå đá nhà thờ vào năm 1492. Tuy nhiên, ngày nay, người Phần Lan và thiểu số Sami sống tại Norrbotten và họ vẫn giữ gìn văn hóa và ngôn ngữ riêng.